# Thomas Edward Thorpe
Pour les articles homonymes, voir Thorpe.
Thomas Edward Thorpe (8 décembre 1845 - 23 février 1925) est un chimiste britannique . De 1894 à 1909, il est chimiste en chef du gouvernement britannique, en tant que directeur du laboratoire gouvernemental .

## Biographie
Né à Barnes Green à Harpurhey, Manchester, fils de George Thorpe, marchand de coton à Trafford Bank et de sa femme, Mary Wilde. Il fait ses études à la Hulme Grammar School .
Thorpe travaille d'abord comme commis, mais en 1863 commence à travailler comme assistant d'Henry Enfield Roscoe, professeur de chimie à l'Owen's College, il obtient un diplôme en chimie. Thorpe entreprend ensuite des études de troisième cycle à l'Université de Heidelberg, obtenant son premier doctorat (PhD), et après avoir travaillé pendant un certain temps pour August Kekulé à Bonn, il retourne en Grande-Bretagne pour accepter une chaire à l'Université Anderson de Glasgow en 1870. Il occupe ensuite des postes au Yorkshire College of Science et à la Normal School of Science de South Kensington (plus tard le Royal College of Science).
Thorpe mène des recherches sur un large éventail de sujets. Il contribue à la compréhension de la relation entre les poids moléculaires des substances et leurs gravités spécifiques, et ses travaux sur les composés phosphorés conduisent à une meilleure compréhension du trioxyde de phosphore et à la prévention des maladies qu'il cause aux travailleurs de l'industrie des allumettes. Les travaux de Thorpe sur les poids atomiques des métaux conduisent à l'attribution d'une médaille royale en 1889 et, en 1902, Thorpe est élu membre de la nouvelle Commission internationale des poids atomiques. Il est membre de la Royal Society, dont il est secrétaire aux affaires étrangères en 1903 . Il est président de l'Association britannique de 1921 à 1922 . Il participe également à quatre expéditions d'éclipse et à un levé magnétique des îles britanniques.
En 1895, Thorpe est président de la Society of Chemical Industry. Il quitte le milieu universitaire en 1894 pour occuper un poste gouvernemental en tant que directeur du Somerset House Laboratory, également connu sous le nom de Government Laboratory, créé à l'origine en 1842 pour la prévention de la falsification des produits du tabac, puis renforcé par la loi de 1875 sur la vente d'aliments et de drogues. Dans ce poste de 1894 à 1909, il déplace le laboratoire gouvernemental en 1897 de Somerset House dans un nouveau bâtiment de sa propre conception et contribue à renforcer l'efficacité et la réputation de ce laboratoire gouvernemental. Avec son équipe, Thorpe travaille sur des questions de santé publique, notamment la détection de l'Arsenic dans la Bière et l'élimination du plomb de la poterie. Son successeur en tant que chimiste principal des Laboratoires du gouvernement est James Johnston Dobbie. En 1912, il est nommé à la Commission royale sur le carburant et les moteurs.
Thorpe est nommé Compagnon de l'Ordre du Bain (CB) par la reine Victoria lors de l'anniversaire de 1900 et fait chevalier par le roi Édouard VII en 1909.
Il meurt d'une crise cardiaque, après une longue période de mauvaise santé, à "Whinfield" à Salcombe, Devon, le 23 février 1925 . Il est enterré dans le cimetière local de Salcombe.
En 1870, il épouse Caroline Emma Watts.

## Ouvrages
Thorpe écrit un certain nombre de livres, dont les manuels Inorganic Chemistry (1873), Dictionary of Applied Chemistry (1890)  et History of Chemistry (vol. 1, 1909; vol. 2, 1910). En dehors de la chimie, son grand intérêt est le yachting  et il écrit deux livres sur ce sujet ; A Yachtsman's Guide to the Dutch Waterways (1905) et La Seine du Havre à Paris (1913).